# Рудишвалд
Рудишвалд (пол. Rudyszwałd, нім. Ruderswald) — село в Польщі, у гміні Кшижановиці Рациборського повіту Сілезького воєводства.
Населення — 790 осіб (2011).
У 1975-1998 роках село належало до Катовицького воєводства.

## Демографія
Демографічна структура станом на 31 березня 2011 року:
|          | Загалом | Допрацездатний вік | Працездатний вік | Постпрацездатний вік |
| -------- | ------- | ------------------ | ---------------- | -------------------- |
| Чоловіки | 385     | 77                 | 247              | 61                   |
| Жінки    | 405     | 67                 | 243              | 95                   |
| Разом    | 790     | 144                | 490              | 156                  |